# シェイラ (歌手)
シェイラ（仏: Sheila、1945年8月16日・クレテイユ - ）は、フランスの歌手である。1960年代を代表するフレンチ・ポップスのアイドル。本名アニー・シャンセル（Annie Chancel）。

## 人物
パリ郊外の生まれ。1961年に「Les Guitares」というバンドのボーカルを務めていた時に、クロード・カレールに引き抜かれた。1992年、「シェイラ (Sheila)」でレコード・デビュー。以後、イェイェ・ブーム時代を代表するフレンチ・ポップスのアイドルとして活躍する。特にセカンド・シングルとなった「学校は終わった」はミリオンヒットを記録し、日本でもヒットをした。その後、「口笛で恋しよう」「夢見るハワイ」のヒットを飛ばし、1970年代半ばではアメリカにも進出を果たした。折しもディスコ・ブーム真っただ中で「雨に唄えば」のディスコ・バージョンのカヴァーを出し、世界的ヒットをする。
しかし1980年代に入り人気は低迷。1988年にレコード会社を移籍して4年ぶりのアルバム『Tendances』をリリースをしたが、1989年、遂に引退を決意した。デビューして20年以上もコンサートを行わなかったシェイラは単独ライブに挑み、1989年の10月にオランピア劇場で行われた引退コンサートは大盛況のうちに幕を閉じた。
1990年代にはシェイラの音楽は見直され、復刻ブームが起こった。

## 代表曲
- 「シェイラ」- "Sheila" ※トミー・ロウのカヴァー
- 「学校は終わった」 - "L'école est finie"
- 「はじめてのパーティー」
- 「ハロー・プティト・フィーユ（こんにちわマドモアゼル）」※ザ・フォーモスト「ハロー・リトル・ガール」のカヴァー（レノン＝マッカートニー作）
- 「たそがれのデート」
- 「夢みるバカンス」
- 「パパは流行遅れ」 - "Papa, t'es plus dans le coup"
- 「いつも青空」 - "Toujours les beaux jours"
- 「夢みるハワイ」
- 「恋の診断書」